# Liste der Mitglieder der Deutschen Akademie der Naturforscher Leopoldina/1678
Die Liste der Mitglieder der Deutschen Akademie der Naturforscher Leopoldina für 1678 enthält alle Personen, die im Jahr 1678 zum Mitglied ernannt wurden. Insgesamt gab es acht neu gewählte Mitglieder.

## Mitglieder
| Nr. | Name                       | Beiname        | Geboren       | Aufnahme | Gestorben     | Bild                     |
| --- | -------------------------- | -------------- | ------------- | -------- | ------------- | ------------------------ |
| 74  | Johann Jakob Waldschmidt   | Priamus        | 13. Jan. 1644 | 25. Jan. | 12. Aug. 1689 | Johann Jakob Waldschmidt |
| 75  | Johann Nikolaus Pechlin    | Telamon I.     | 20. Dez. 1646 | 11. Apr. | 4. Feb. 1706  |                          |
| 76  | Heinrich Baron von Friesen | Atlas          | 25. Sep. 1610 | 11. Apr. | 14. Mai 1680  | Heinrich von Friesen     |
| 77  | Johann Christoph Adlung    | Ajax           | 10. Okt. 1648 | 24. Mai  | 10. Juni 1681 |                          |
| 78  | Johann Georg Volckamer     | Helianthus I.  | 9. Juni 1616  | 1. Nov.  | 17. Mai 1693  | Johann Georg Volckamer   |
| 79  | Johann Siebold             | Laomedon       | 1636          | 1. Nov.  |               |                          |
| 80  | Lorenz Gieseler            | Hippokrates I. |               | 8. Nov.  | 1684          |                          |
| 81  | Andreas Cleyer             | Dioscorides I. | 27. Juni 1634 | 8. Nov.  |               |                          |